# Passage (équitation)
Pour les articles homonymes, voir Passage.

Cheval de Pure race espagnole au passage

Le passage est une allure naturelle du cheval, qui consiste en un trot diagonalisé, écourté et raccourci, rassemblé et cadencé. Il est caractérisé par un temps de suspension entre le moment où le cheval soulève deux jambes opposées en diagonale et le moment où il les pose. Le trot est mené à une cadence extrême jusqu'à la réalisation du temps de suspension de chaque base diagonale. C'est un mouvement très élégant dès lors que la détente de chaque diagonale est énergique et produit l'élévation et la suspension de la masse.
Le passage se produit naturellement chez le cheval en liberté dans des conditions psychologiques exacerbées (états de vigilance, excitations endogènes ou exogènes paroxysmiques).
Son nom vient de l'italien spasseggio, la promenade.

## Description
Le régularité et le brillant du passage dépend du niveau de rassembler du cheval. Il requiert un équilibre naturel convenable et un assouplissement abouti. 
Lorsque le cheval passage, l'allure est raccourcie, la croupe s'abaisse, l'avant-main s'élève, les postérieurs fléchissent et s'engagent sous la masse. Il rebondit davantage dans l'activité et l'énergie. Le cheval est léger devant et la nuque le point le plus haut. C'est l'accord exact des aides du cavalier au bon moment qui provoque le passage.
La lenteur liée au temps de suspension permet de juger de la qualité du passage.
Le cheval doit être maintenu droit dans la propulsion, sinon il se balance d'un diagonal sur l'autre ce qui est disgracieux et pénalisé en compétition.

## Apprentissage
Chaque cheval est différent. Certains chevaux commenceront par l'apprentissage du passage pour parvenir au piaffer et pour d'autres l'apprentissage inverse sera plus bénéfique. On développe en général le mouvement qui est le plus naturel chez le cheval, afin de faciliter celui qui ne l'est pas. 
Le général Decarpentry observe que les chevaux dressés d'abord au passage conservent plus d'ampleur dans les mouvements, mais qu'il faut une progression minutieuse pour les amener au piaffer sans provoquer d'irrégularité de l'allure quand le ralentissement s'accentue, et les "sauts de pie" dès que le cheval cesse d'avancer. Mais ces chevaux repartent en général facilement et avec énergie du piaffer au passage. Dresser d'abord le cheval au passage semble convenir aux chevaux qui, par disposition naturelle, marquent nettement les temps de suspension au trot, qui ont des allures naturellement enlevées et qui se mobilisent facilement en place.
Il existe de nombreuses méthodes pour apprendre au cheval à passager; mais certaines peuvent avoir des effets nocifs pour le cheval. Nuno Oliveira et Michel Henriquet préconisent d'atteindre le passage à partir du développement de l'équilibre et de la souplesse aux trois allures et de la perfection du trot rassemblé. "Lorsque le cheval a atteint au trot d'école le maximum de légèreté et d'impulsion, son cavalier le met naturellement au passage" (Nuno Oliveira).
Le passage s'obtient par l'assiette, avec un accord imperceptible des aides, pour que sur une main immobile et moelleuse et des jambes descendues, le cheval se propulse de bas en haut et développe ses premières foulées cadencées et suspendues. Le cavalier le soutient délicatement des doigts de bas en haut et cesse ce soutien dès que la légèreté est obtenue. Le mollet du cavalier s'associe à la cadence rythmée du cheval. Ce dernier ne doit pas ralentir de lui même et rester dans l'allure du passage, lent, actif et dans l'impulsion,. Le cavalier doit éviter la précipitation des battues et l'amoindrissement de leur élévation.
L'école de Vienne prépare la diagonalisation à pied et travaille les transitions au trot pour parvenir au passage.
Dans tous les cas, ce travail réclame la plus grande modération dans les exigences.

### Le doux passage
Ce terme sert à désigner ce qui est normalement la première phase du passage. Il est obtenu à partir du trot rassemblé et permet au cheval de s'accoutumer à cette cadence qui est nouvelle et de retrouver son équilibre dans celle-ci. La daigonalisation est légère, le dos remonté. Il se différencie du passage par un relèvement faible de l'encolure et un temps de suspension plus bref. Le cavalier utilise des jambes plus rythmées et d'une fréquence plus rapprochée que celles du trot d'école. La main, après un demi-arrêt, maintient la cadence du trot et la flexion de la nuque et de la mâchoire. Le cheval doit rester léger. Dès que le cheval répond aux aides, le cavalier le fait repartir au trot rassemblé et léger, pour bien distinguer les deux demandes, doux passage et trot rassemblé.
Patrick Le Rolland préconise aussi d'obtenir d'abord un doux passage, le cheval rebondissant d'un diagonal sur l'autre sans chercher d'élévation. Le cheval acquiert ensuite amplitude et élévation par amplification de la propulsion. Celle-ci est demandée par plus de pression tout en conservant la même vitesse.

## Perfectionnement
Le passage peut être perfectionné sur la volte. Cela permet d'améliorer l'équilibre de ses épaules (à condition de ne pas le laisser venir sur son épaule intérieure) et d'accentuer l'élévation des antérieurs.
Le travail du passage dans l'appuyer, par l'augmentation de la flexion des membres, permet d'améliorer son aisance.
Lorsque le cheval st parfaitement rassemblé et soumis, il peut exécuter des transitions passage/piaffer et piaffer/passage qui sont considérées comme les transitions les plus délicates à effectuer et ne sont exigées qu'au plus haut niveau en compétition.

## Le passage dans les compétitions de dressage
Le règlement FEI de dressage définit le passage comme un trot mesuré, très rassemblé, élevé et cadencé. Il doit se caractériser par un engagement prononcé de l'arrière-train, une flexion plus accentuée des genoux et des jarrets et l'élégante élasticité du mouvement. Chaque diagonal s'élève puis est ramenée au sol en alternance, la cadence et la suspension sont prolongés.
En principe, la pointe du sabot antérieur qui se lève doit être à la hauteur du milieu de l'os du canon de l'antérieur opposé. La pointe du sabot postérieur doit être à une hauteur légèrement au-dessus de l'articulation du boulet de l'autre postérieuri.
L'encolure doit être élevée et gracieusement arrondie, la nuque étant le point le plus haut et le chanfrein proche de la verticale. Le cheval doit rester léger et moelleux «sur la main» sans modifier sa cadence. L'impulsion reste vive et prononcée.
Des foulées irrégulières des postérieurs ou des antérieurs, le balancement sur l'avant-main ou l'arrière-main d'un côté à l'autre, ainsi que les mouvements saccadés des antérieurs ou postérieurs, entraînant les pattes postérieures ou une double battue au moment de la suspension, sont des fautes graves.
L'objectif du passage est aussi de démontrer le plus haut degré de rassembler, de cadence et de suspension au trot.
Dans la notation du passage, les juges portent particulièrement leur attention sur la régularité, la cadence, le rassembler, le fait que le cheval se porte de lui-même, l'équilibre, l'activité, l'élasticité du dos et des foulées.
En France, le passage est demandé dans les reprises de niveau Pro 1 et Pro Elite.
Dans les épreuves internationales seniors, le passage est demandé à partir des reprises Intermédiaires A, imposés et libres. Il figure donc dans les épreuves des championnats internationaux seniors et aux jeux olympiques. Il figure aussi dans les reprises U25.